# Kaiserdamm
Kaiserdamm er en paradegade i Charlottenburg i bydelen Charlottenburg-Wilmersdorf i Berlin, Tyskland. Gaden strækker sig over 1,5 km. fra Sophie-Charlotte-Platz i øst til Theodor-Heuss-Platz i vest. Den blev anlagt på befaling af kejser Wilhelm II.
Kaiserdamm er en forlængelse af Unter den Linden – Strasse des 17. Juni – Bismarckstrasse, og var under Det Tredje Rige en del af Ost-West-Achse, og blev ombygget, blandt andet med de karakteristiske gadelygter, der også findes på Strasse des 17. Juni. Man ændrede navnet til Adenauerdamm i 1967, men ændrede det tilbage allerede 1968. Siden 1950 udgør Theodor-Heuss-Platz strækningens vestlige ende.
52°30′36.5″N 13°17′05″Ø / 52.510139°N 13.28472°Ø